# Andira vermifuga
Andira vermifuga är en ärtväxtart som beskrevs av George Bentham. Andira vermifuga ingår i släktet Andira och familjen ärtväxter. Inga underarter finns listade i Catalogue of Life.

## Bildgalleri

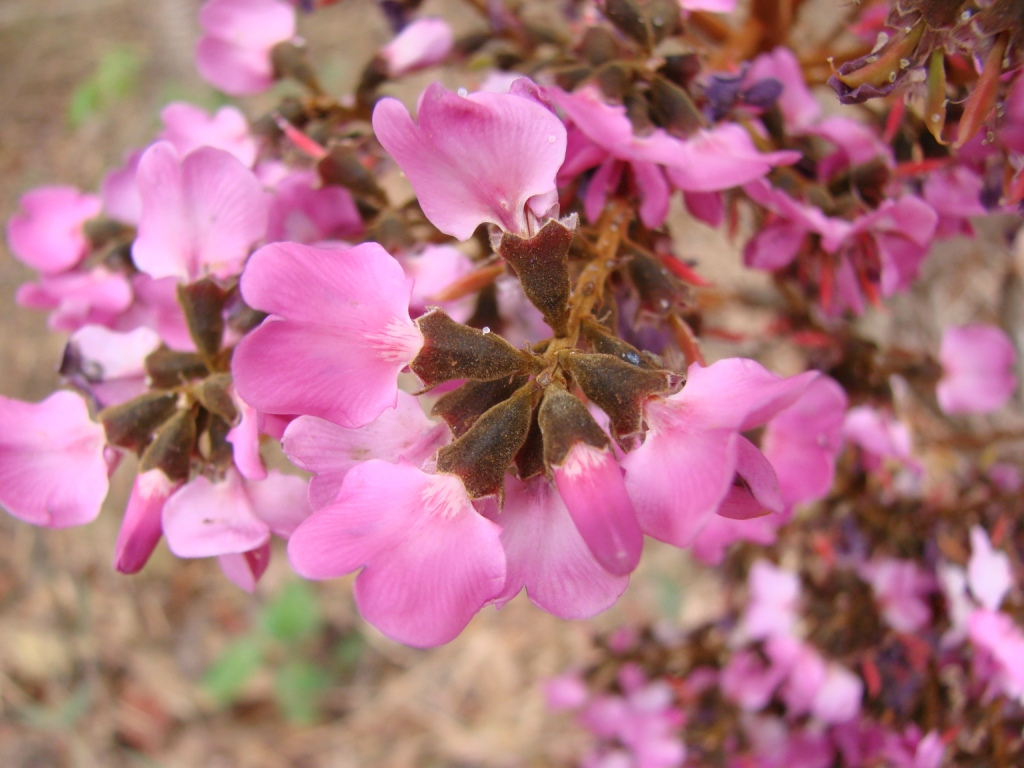
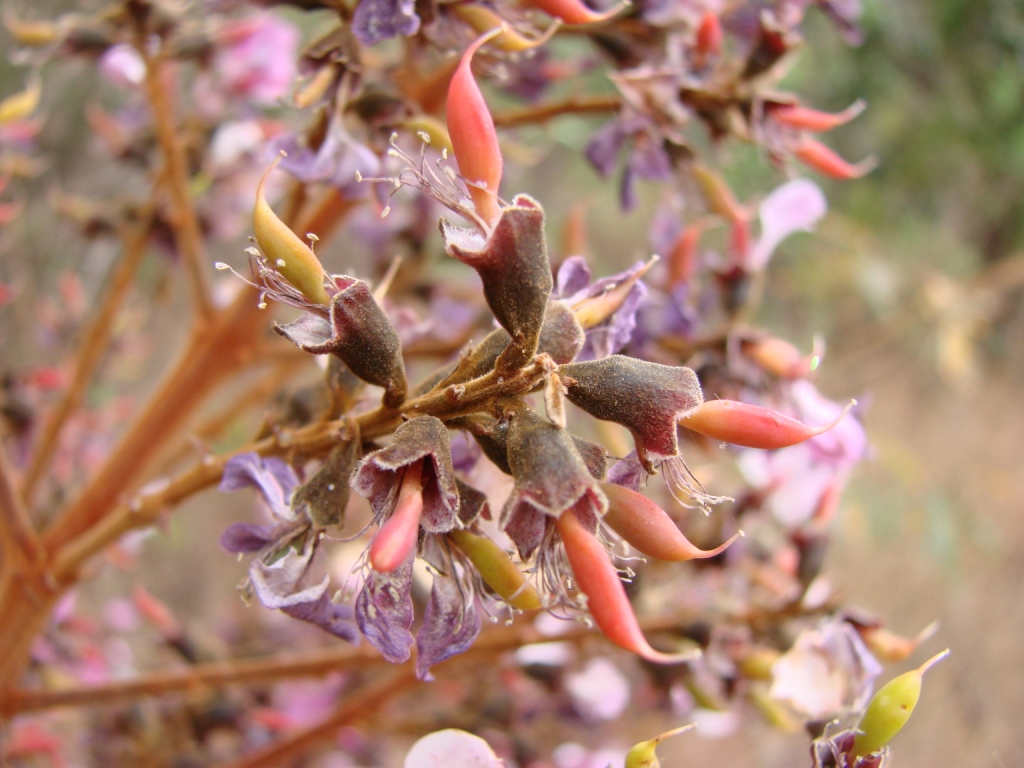